# Nososticta commutata
Nososticta commutata – gatunek ważki z rodziny pióronogowatych (Platycnemididae).